# Adam Rosales
Adam M. Rosales, ameriški bejzbolist mehiških korenin, * 20. maj 1983, Park Ridge, Illinois, ZDA.
Rosales je poklicni igralec notranjega polja (občasno tudi levega zunanjega polja) in je trenutno prosti igralec (free agent). 

## Ljubiteljska kariera
Rosales je v svojem rodnem kraju obiskoval srednjo šolo Maine South High School, študiral pa je na Western Michigan University v mestu Kalamazoo, zvezna država Michigan.

## Poklicna kariera

### Cincinnati Reds
Rosales je bil izbran v 5. krogu nabora lige MLB s strani ekipe Cincinnati Reds.
Prvič je v ligi MLB nastopil 9. avgusta 2008 kot odbijalec s klopi za ekipo Cincinnati Reds. Po krajšem obdobju na stopnji Triple-A v Louisvilleu je bil nato 20. avgusta vpoklican nazaj v Cincinatti, saj se je poškodoval Jerry Hairston mlajši.
Sezono 2009 je ponovno začel v Louisvilleu, a se je v ligo MLB vrnil 28. aprila ob poškodbi Edwina Encarnaciona.

### Oakland Athletics
1. februarja 2010 je bil skupaj z Willyjem Taverasem poslan v Oakland v zameno za Aarona Milesa in igralca, imenovanega kasneje.